# Медаль «За участие в контртеррористической операции»
Меда́ль «За уча́стие в контртеррористи́ческой опера́ции» — ведомственная награда ФСБ России. Учреждена приказом ФСБ России № 522 от 4 октября 2001 года.

## Правила награждения
Медалью награждаются военнослужащие и сотрудники ФСБ за участие в проведении или обеспечении проведения контртеррористической операции. Директор ФСБ может наградить медалью других граждан за активное содействие органам безопасности в проведении контртеррористической операции.
Согласно Положению медалью «За участие в контртеррористической операции» награждаются:
- за добросовестное выполнение служебных обязанностей во время нахождения в зоне проведения контртеррористической операции на территории Северо-Кавказского региона в течение не менее семи месяцев, в том числе по совокупности времени пребывания;
- независимо от сроков личного участия в контртеррористических операциях за заслуги в проведении контртеррористической операции, которые оказали существенное положительное влияние на результативность контртеррористической операции.

## Правила ношения
Медаль носится на левой стороне груди и располагается перед медалью (лентой медали) Федеральной службы безопасности Российской Федерации «За боевое содружество».

## Описание медали
Изготавливается из латуни. Имеет диаметр 32 мм и выпуклый бортик с обеих сторон. На лицевой стороне медали — изображение круглого щита с рельефным двуглавым орлом. Поле щита покрыто красной эмалью. На оборотной стороне медали — надпись: «Федеральная служба безопасности Российской Федерации».